# NGC 1040-1
NGC 1040-1 في الفهرس العام الجديد، هي مجرة، تقع في كوكبة حامل رأس الغول. اكتشفت في 9 ديسمبر 1871 بواسطة إدوارد ستيفان.

## روابط خارجية
- NGC 1040-1 على موقع ويكي سكاي: DSS2, SDSS, GALEX, IRAS, Hydrogen α, X-Ray, Astrophoto, Sky Map, Articles and images